# كازومي فوجيتا
كازومي فوجيتا (باليابانية: 藤田一己؛ بالكانا: ふじた かずみ) هو رسام توضيحي ومخرج ياباني، ولد في 1964.